# Данильче
Данильче — село в Україні, у Рогатинській міській громаді Івано-Франківського району Івано-Франківської області. 

## Географія
Через село тече річка Скалинок, ліва притока Студеного Потоку.

## Історія
Згадується  20 листопада  1475 року в книгах галицького суду .
За часів СРСР приєднане до села Калинівка, в 1989 році відновлене.
12 червня 2020 року, відповідно до Розпорядження Кабінету Міністрів України  № 714-р «Про визначення адміністративних центрів та затвердження територій територіальних громад Івано-Франківської області», увійшло до складу Рогатинської міської громади.
19 липня 2020 року, в результаті адміністративно-територіальної реформи та ліквідації Рогатинського району, село увійшло до складу новоутвореного Івано-Франківського району.

## Відомі люди
- Яцків Ярослав Степанович — український астроном і геодезист, доктор фізико-математичних наук, академік НАН України, президент Української астрономічної асоціації.